# Elizabeth Edwards
Mary Elizabeth Anania, più nota come Elizabeth Edwards (Jacksonville, 3 luglio 1949 – Chapel Hill, 7 dicembre 2010), è stata un avvocato e politica statunitense, nota per essere stata moglie dell'esponente democratico John Edwards.

## Biografia

### Istruzione e famiglia
Elizabeth Edwards era figlia di Mary Elizabeth Thweatt (1923-2012) e Vincenzo Anania (1920-2008). Il padre, aviatore della Marina degli Stati Uniti, era di origine italiana: suo padre, Fioravante Anania, era infatti nato ad Adami, in Calabria. Elizabeth trascorse parte dell'infanzia in Giappone, dove il padre era di stanza. Frequentò le scuole superiori ad Alexandria (Virginia) e la facoltà di legge, fino al conseguimento di un JD (Dottorato in legge), all'Università della Carolina del Nord a Chapel Hill. Conobbe John Edwards quando erano entrambi studenti in giurisprudenza; si sposarono il 30 luglio 1977 e ebbero quattro figli: Wade (1979–1996), Cate (n. 1982), Emma Claire (n. 1998) e Jack (n. 2000). Wade morì nell'aprile del 1996 in un incidente stradale; Emma Claire e Jack nacquero dopo la morte di Wade, quando Elizabeth aveva rispettivamente 48 e 50 anni. Elizabeth e John Edwards si separarono il 21 gennaio 2010, dopo che John aveva ammesso pubblicamente di aver avuto un figlio da un legame extraconiugale.

### Attività professionale
Elizabeth Anania iniziò a lavorare come impiegata presso un tribunale federale; nel 1978 si trasferì con i familiari a Nashville (Tennessee), dove divenne associata dello studio legale Harwell Barr Martin & Sloan. Nel 1981 seguì la famiglia a Raleigh (Carolina del Nord), dove lavorò presso l'Ufficio dell'Attorney general e presso lo studio legale Merriman, Nicholls, e Crampton; insegnò inoltre alla facoltà di legge della Università della Carolina del Nord. Si ritirò dalla professione nel 1996, dopo la morte del figlio, dedicandosi alla Wade Edwards Foundation, una fondazione intitolata alla memoria del figlio morto. Col pensionamento assunse il cognome coniugale (Edwards), mentre durante lo svolgimento dell'attività professionale aveva utilizzato sempre il cognome da nubile (Anania).

### Attività politica
Nel 2004 appoggiò il marito, candidato per il Partito Democratico alla vicepresidenza con John Kerry nelle elezioni presidenziali; partecipò attivamente alla campagna elettorale, recandosi in tutti gli stati statunitensi. Un impegno analogo lo ebbe anche in occasione delle primarie del 2008, allorché il marito si candidò alla presidenza degli Stati Uniti. Come il marito, si interessò spesso ai problemi legati all'assistenza sanitaria. Il 3 novembre 2004, giorno in cui Kerry ammise la sconfitta alle elezioni presidenziali, Elizabeth Edwards annunciò che le era stato diagnosticato un carcinoma mammario. Rivelò poi di aver scoperto un nodulo al seno poche settimane prima, durante una tappa della campagna elettorale a Kenosha, nel Wisconsin. Da allora Elizabeth Edwards partecipò attivamente al dibattito politico riguardante la salute, in particolare la salute delle donne e dei malati di cancro, trattando ampiamente di questi argomenti anche in due saggi. Il carcinoma mammario, che già nel 2008 era di grado IV con probabili metastasi alle costole e ai polmoni, non le impedì di continuare fino all'ultimo nel suo impegno sociale

## Scritti
- Saving Graces: Finding Solace and Strength from Friends and Strangers, Broadway Books, 2006, ISBN 0-7679-2537-8
- Resilience: Reflections on the Burdens and Gifts of Facing Life's Adversities, Broadway Books, 2009, ISBN 076793136X, ISBN 978-0-7679-3136-6